# Ağa Yusuf Pascià
Ağa Yusuf Pascià conosciuto anche come Gürcü Yusuf Pascià, letteralmente Yusuf Pascià il Georgiano (XVII secolo – Rodi, 1713) è stato un politico e militare ottomano.
Yusuf Pascià era di origine georgiana, ottomanizzato con il sistema del devshirme. Nel 1710 fu nominato Ağa dei gianizzeri (comandante in capo del corpo dei gianizzeri). Come comandante militare fu vittorioso nella Guerra russo-turca, pertanto con la successiva Pace del Prut, Pietro il grande autorizzò Carlo XII di Svezia ad attraversare l'Impero russo per ritornare in patria. Tuttavia, sebbene fosse un comandante competente, gli mancava l'abilità di uno statista. Quando Pietro il Grande rifiutò di permettere un libero passaggio per Carlo XII, il sultano ottomano Ahmet III (1703-1730) decise di dichiarare guerra alla Russia, ma Ağa Yusuf Pascià lo persuase di rinunciare all'idea credendo che Pietro avrebbe alla fine seguito i termini del trattato. Tuttavia, lo zar russo era ancora riluttante, e il sultano infuriato licenziò Ağa Yusuf Pascià dal suo incarico di gran visir l'11 novembre 1712. Fu quindi esiliato sull'isola di Rodi e poco tempo dopo fu giustiziato.